# 櫻井辰徳
櫻井 辰徳（さくらい たつのり、2002年7月26日 - ）は、埼玉県入間郡越生町出身のプロサッカー選手。Jリーグ・サガン鳥栖所属。ポジションはミッドフィールダー（MF）。

## 来歴
埼玉県出身で東松山ペレーニアFCから強豪の前橋育英高校に進学。2年生の時には同校のエースナンバーの「14」番を背負ってプレー。3年時にはヴィッセル神戸の練習に参加し、プロ入りの内定を勝ち取った。
2021年よりヴィッセル神戸に入団した。3月2日に行われたルヴァンカップ第1節の大分トリニータ戦でプロデビューし、9月24日に行われた第30節の清水エスパルス戦で途中出場からJリーグデビューを果たした。
2022年1月4日、徳島ヴォルティスに育成型期限付き移籍することが発表された。
2024年1月4日、ヴィッセル神戸に復帰。
同年7月3日、水戸ホーリーホックへ育成型期限付き移籍することが発表された。
2024年12月23日、サガン鳥栖へ育成型期限付き移籍することが発表された。

## 人物
- 名前の「辰徳」は父親が読売ジャイアンツの原辰徳監督が好きで名付けられた[9]。

## 所属クラブ
- 越生サッカー少年団
- 東松山ぺレーニアFC JY
- 前橋育英高等学校
  - 2020年10月 - 同年12月 ヴィッセル神戸（特別指定選手）[10]
- 2021年 -  ヴィッセル神戸
  - 2022年 - 2023年  徳島ヴォルティス (期限付き移籍)
  - 2024年7月 - 同年12月  水戸ホーリーホック (育成型期限付き移籍)
  - 2025年 -  サガン鳥栖 (育成型期限付き移籍)

## 個人成績
| 国内大会個人成績 | 国内大会個人成績 | 国内大会個人成績 | 国内大会個人成績 | 国内大会個人成績 | 国内大会個人成績 | 国内大会個人成績 | 国内大会個人成績 | 国内大会個人成績 | 国内大会個人成績 | 国内大会個人成績 | 国内大会個人成績 |
| 年度             | クラブ           | 背番号           | リーグ           | リーグ戦         | リーグ戦         | リーグ杯         | リーグ杯         | オープン杯       | オープン杯       | 期間通算         | 期間通算         |
| 年度             | クラブ           | 背番号           | リーグ           | 出場             | 得点             | 出場             | 得点             | 出場             | 得点             | 出場             | 得点             |
| 日本             | 日本             | 日本             | 日本             | リーグ戦         | リーグ戦         | リーグ杯         | リーグ杯         | 天皇杯           | 天皇杯           | 期間通算         | 期間通算         |
| ---------------- | ---------------- | ---------------- | ---------------- | ---------------- | ---------------- | ---------------- | ---------------- | ---------------- | ---------------- | ---------------- | ---------------- |
| 2021             | 神戸             | 27               | J1               | 2                | 0                | 6                | 0                | 1                | 0                | 9                | 0                |
| 2022             | 徳島             | 27               | J2               | 26               | 0                | 0                | 0                | 2                | 0                | 28               | 0                |
| 2023             | 徳島             | 27               | J2               | 18               | 0                | -                | -                | 2                | 0                | 20               | 0                |
| 2024             | 神戸             | 17               | J1               | 0                | 0                | 1                | 0                | 0                | 0                | 1                | 0                |
| 2024             | 水戸             | 47               | J2               | 16               | 0                | -                | -                | -                | -                | 16               | 0                |
| 2025             | 鳥栖             | 27               | J2               |                  |                  |                  |                  |                  |                  |                  |                  |
| 通算             | 日本             | 日本             | J1               | 2                | 0                | 7                | 0                | 1                | 0                | 10               | 0                |
| 通算             | 日本             | 日本             | J2               | 60               | 0                | 0                | 0                | 4                | 0                | 64               | 0                |
| 総通算           | 総通算           | 総通算           | 総通算           | 62               | 0                | 7                | 0                | 5                | 0                | 74               | 0                |

- 2020年 特別指定選手としての公式戦出場無し

出場歴
- Jリーグ初出場:2021年9月24日 J1第30節 清水エスパルス戦（IAIスタジアム日本平）

## 代表歴
- U-17日本代表候補（2019年）
- U-18日本代表候補（2020年）
- U-20日本代表候補（2021年）
- U-21日本代表候補（2022年）
- U-22日本代表
  - AFC U-23選手権2022・予選（2021年、怪我で辞退）